# Bahnstrecke Pjöngjang–Sinŭiju
Die Bahnstrecke Pjöngjang–Sinŭiju ist eine im Bau befindliche Eisenbahnstrecke in Nordkorea, die Pjöngjang mit Sinŭiju verbinden wird. Die bereits vorhandene P’yŏngŭi-Linie (kor. 평의선), die ebenfalls beide Städte verbindet, wird nicht integriert und unabhängig fortbestehen.

## Bau
Die Trasse wird seit 2010 (andere Quellen berichten vom 8. Dezember 2013) größtenteils zusammen mit der Pjöngjang-Sinŭiju-Schnellstraße errichtet und mit einer zulässigen Höchstgeschwindigkeit von 200 km/h die erste Hochgeschwindigkeitsstrecke in Nordkorea sein. Die Errichtung ist ein Gemeinschaftsprojekt der Koreanischen Staatsbahn (조선 민주주의 인민 공화국 철도성) und China Railways. Durch eine neue Brücke nach Dandong bestünde Anschluss an die Schnellfahrstrecke Shenyang–Dandong.
Die Bauzeit wird mit 5 Jahren veranschlagt.[veraltet]

## Streckenverlauf
Die eigentliche Strecke beginnt nahe der Demilitarisierten Zone (Grenze zu Südkorea) in der Stadt Kaesŏng und verläuft weiter über Haeju, Sariwŏn, Pjöngjang, Sinanju, Chŏngju zur Grenzstadt Sinŭiju. Die Trasse soll durch einen Zaun abgesperrt werden.

## Bauwerke
Für die Strecke werden über 70 Brücken neu errichtet.